# Rodriguespapegoja
Rodriguespapegoja (Necropsittacus rodricanus) är en utdöd fågel i familjen östpapegojor inom ordningen papegojfåglar som tidigare förekom på ön Rodrigues. Den placeras som ensam art i släktet Necropsittacus. Rodriguespapegoja rapporterades senast 1763 och antas ha dött ut kort därefter på grund av jakt.